# Bimenes
Bimenes est une commune (concejo aux Asturies) située dans la communauté autonome des Asturies en Espagne. Elle est limitrophe au nord avec Siero et Nava, au sud avec Laviana et San Martín del Rey Aurelio, à l'est avec Nava et à l'ouest avec San Martín del Rey Aurelio et Siero. 
Elle est située dans le centre-est des Asturies. Son chef-lieu est Martimporra, à 32 kilomètres d'Oviedo. Sa population est de 1669 habitants (INE 2023). Les villages les plus peuplés de cette commune sont, dans l'ordre, San Julián, Suares, Taballes, Rozaes, Piñera et Melendreros. 

## Paroisses

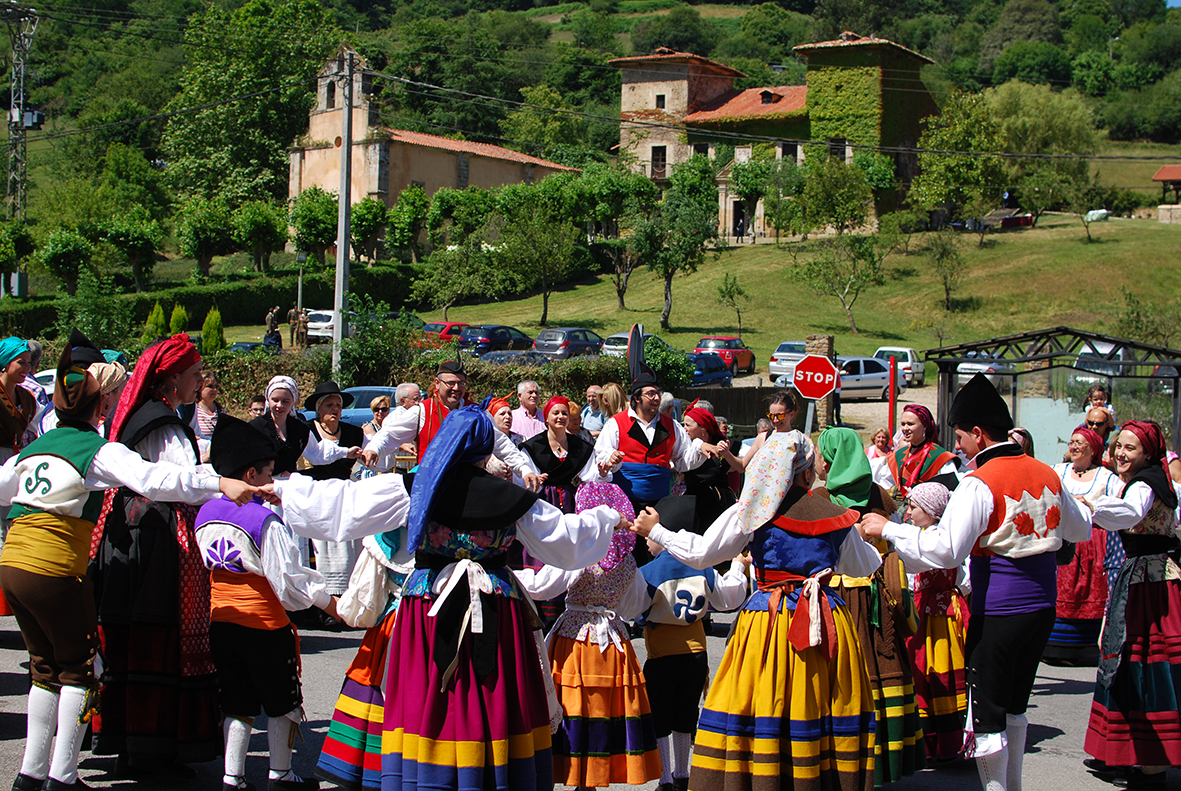
Danse sur la place de la mairie.

Bimenes se divise en 3 paroisses : 
- San Emeterio (Santu Medero)
- San Julián (Santuyano/San Julián)
- Suares